# Доктрина Вайнбергера
Доктрина Вайнбергера (англ. Weinberger Doctrine) — це список пунктів, що визначають коли Сполучені Штати можуть використовувати свої війська у військові діях. Доктрина була публічно оголошена міністром оборони США Каспаром Вайнбергером 28 листопада 1984 року у промові, названій «Використання військової сили» («The Uses of Military Power»), виголошеній в Національному пресклубі у Вашингтоні, округ Колумбія.
Доктрина Вайнбергера була наслідком сукупних уроків, витягнутих із війни у В'єтнамі і бажання уряду США уникнути таких трясовин у майбутньому.

## Доктрина Вайнбергера
Доктрина Вайнбергера включає наступні пункти:
1. Сполучені Штати повинні використовувати військові сили для боротьби тільки якщо це пов'язано з життєво важливими національними інтересами Сполучених Штатів або їх союзників.
2. Війська США повинні використовуватися тільки з повною відданістю і з явним наміром перемогти. В іншому разі війська не повинні використовуватись.
3. Бойові частини США повинні використовуватися тільки з чітко визначеними політичними та військовими цілями і здатністю для досягнення цих цілей.
4. Зв'язок між цілями та розміром і складом військових сил повинен постійно переглядатись і бути скоригованими в разі потреби.
5. Війська США не повинні використовуватися в бою без «обґрунтованої впевненості» в підтримці американської громадськості та Конгресу США.
6. Використання військ США слід розглядати тільки як останній засіб.